# 波九型潜水艦
波九型潜水艦（はきゅうがたせんすいかん）は、日本海軍の潜水艦の艦級。S型（エスがた）ともよばれ、最後の三等潜水艦の艦級となった。同型艦2隻。

## 概要
本型は仏シュネデール社が設計したローブーフ型潜水艦である。本来は2隻ともシュネデール社が建造まで行う予定であったが、第一次世界大戦の勃発に伴い一隻がフランス海軍に引き渡されたため、その代艦は日本（呉海軍工廠）で建造することとなった。仏建造艦は1917年(大正6年)(第十五潜水艇、後の波10)、また日本建造艦は1920年(大正9年)(第十四潜水艦、後の波9)にそれぞれ竣工、1929年(昭和4年)に両艦ともに除籍。戦果戦歴なし。
本型の特徴として、ローブーフの考案した複殻式船殻の採用がある。これはメインタンクを耐圧殻（内殻）の外側に配置するもので、従来の単殻式に比べて予備浮力が大きく、水上走行性能に優っている。また副次効果として艦内容積が大きくなり、居住性の向上など航洋型の潜水艦ではより有利であった。本型以降、日本海軍の大型潜水艦（一等潜水艦、伊号潜水艦）の多くはこの複殻式を採用した。
主機は石油機関を搭載した。これは今まで使われてきたガソリン機関に比べてより安全なエンジンであったが、その後ディーゼル機関が実用化され、以降の潜水艦で採用されることはなかった。
魚雷発射管は艦首の2門に加え、司令塔付近の水上部分に外装発射管を波9で4門、波10で2門装備した。
波10（第15潜水艇）は竣工時二等潜水艇に類別、1919年（大正8年）4月1日に三等潜水艦に類別変更。波9（第14潜水艇）は竣工時から三等潜水艦に類別された。

## 諸元
波号第十潜水艦の値。波号第九潜水艦の値は性能諸元表を参照のこと。
- 排水量：常備450トン、水中665トン
- 全長：56.74m
- 全幅：5.21m
- 吃水：3.10m
- 機関：シュナイダー石油機関2基2軸、水上：2,000馬力、水中：850馬力
- 速力：水上17kt、水中10kt
- 水中航続距離：111km(60海里)/4kt
- 水上航続距離：3,792km(2,050海里)/12kt
- 乗員：竣工時定員39名[2]
- 兵装：機銃1挺、45cm魚雷発射管 艦首2門、水上2門、魚雷8本
- 安全潜航深度：40m

## 同型艦
第十四潜水艇（初代）
建造所フランス シュナイダー社、1915年3月19日第十四潜水艇（初代）と命名、同年7月8日進水、1916年フランスに売却、Armideと命名、1932年除籍。
波号第九潜水艦
建造所呉海軍工廠、1916年12月5日第十四潜水艇（2代）と命名、1919年4月1日第十四潜水艦に改称、1920年4月30日竣工、1924年11月1日波号第九潜水艦に改称、1929年12月1日除籍。
波号第十潜水艦
建造所フランス シュネデール社、1915年3月19日第十五潜水艇と命名、1917年7月20日竣工、1919年4月1日第十五潜水艦に改称、1923年6月15日波号第十潜水艦に改称、1929年12月1日除籍。